# Peter Wetzler den äldre
Peter Wetzel, född i Stockholm, adlad Wetzler, stupade år 1709 i slaget vid Poltava.

## Biografi
Peter Wetzler var son till Peter Henriksson Wetzel, advokatfiskal i kammarkollegiet och Catharina Thun, syster till kommissarien Henrik Thun, adlad Rosenström. Peter Wetzler blev år 1672 kammarpage hos riksrådet och fältmarskalken friherre Simon Grundel-Helmfelt. År 1677 gick han med i militären som volontär vid livregementet till häst, han kom att genom åren stiga i rang till överstelöjtnant och var enligt Gustaf Elgenstierna "en man med utmärkt tapperhet och ägde mycken nåd hos konungarna Carl XI och XII." År 1685 blev han adlad Wetzler. Han deltog i slaget vid Klissov år 1702 och i slaget vid Punitz. År 1709 stupade Peter Wetzler under reträtten från Poltava då han blev ihjälskjuten i vagnen. Han begravdes i Glanshammars kyrka till vilken han hade gett en förgylld oblatask och där hans vapen sattes upp.

## Äktenskap
Peter Wetzler gifte sig med sin styvsyster Dorotea Clerck, som var dotter till häradshövdingen Tomas Clerck, adlad Clerck och hans andra fru Anna Geijer. Med Dorothea fick Peter följande barn:
1. Catharina, född 1682, död 28 september 1745, begravd jämte sin man i Glanshammars kyrka. Gift med kaptenen Anton von Boij, född 1682, död 1734.
2. Peter, född 2 februari 1684. Student vid Uppsala universitet 20 januari 1698. Död efter hemkomsten från universitetet och begraven i Glanshammars kyrka, där ett epitafium över honom och en hans broder uppsattes.
3. Anna Margareta, född 1684, död 11 juni 1754 på Ålspånga i Bettna socken, Södermanlands län. Gift 1:o med ryttmästaren vid livregementet Erik Segerbrandt, adlad Erik Segerhjelm (adlad 1705-11-14 men ej introdocerad). Slagen 1708-07-04 vid Holovzin. Gift 2:o 1712 med sin svågers kusin, med. assessorn Niklas Boij, född 1683 i Stockholm, död där 1 januari 1739, brorson till assessorn Anton von Boij, vars far adladades von Boij.
4. Magdalena Elisabet, född 1685, död 1728-03-24 och ligger jämte två små söner begraven i Glanshammars kyrka. Gift 1705 med superintendenten i Karlstad doktor Ingemund Olai Bröms, född 1669, död 1722, vars barn blev adlade Lilliestråle.
5. Carl Didrik, född 1687-07-23, död 1695-07-27 och begraven i Glanshammars kyrka
6. Dorotea Christina, född 1689, död 1767 11/? Gift 1:o med kaptenen Lars Peter Hogg, död 1712 före 26/11. Gift 2:o med kaptenen vid dalregementet Johan Fogelgren, död 1716-11-11 i Uddevalla. Gift 3:o 1719 med majoren Hans Jakob Munck af Fulkila, född 1692, död 1778.
7. Tomas Henrik, född 1691-02-19, död 1701-12-01 och begraven i Glanshammars kyrka.
8. Ulrika Eleonora, född 1692-07-25, död 1753-04-11. Gift 1712-08-05 med skeppskaptenen Samuel Helding, adlad Heldenhielm, född 1683, död 1721.
9. Joakim Vellam, född 1693-10-10, död s. å. 20/10 och begraven i Glanshammars kyrka.
10. Jakob Johan, född 1695-07-13, död 1701-11-15 och begraven i Glanshammars kyrka.
11. Charlotta Petrina, född 1701, död ung.